# Джорджтаун (Техас)
Джорджтаун (англ. Georgetown) — місто (англ. city) в США, адміністративний центр округу Вільямсон штату Техас. Населення — 67 176 осіб (2020). Місто засноване в 1840 році, одночасно з появою одного з найстаріших у Техасі, Південно-західного університету.

## Географія
Джорджтаун розташований за координатами 30°39′45″ пн. ш. 97°41′36″ зх. д. / 30.66250° пн. ш. 97.69333° зх. д. (30.662464, -97.693252).  За даними Бюро перепису населення США в 2010 році місто мало площу 129,79 км², з яких 123,96 км² — суходіл та 5,84 км² — водойми. В 2017 році площа становила 141,81 км², з яких 135,93 км² — суходіл та 5,88 км² — водойми.

### Клімат
| Клімат міста Джорджтаун | Клімат міста Джорджтаун | Клімат міста Джорджтаун | Клімат міста Джорджтаун | Клімат міста Джорджтаун | Клімат міста Джорджтаун | Клімат міста Джорджтаун | Клімат міста Джорджтаун | Клімат міста Джорджтаун | Клімат міста Джорджтаун | Клімат міста Джорджтаун | Клімат міста Джорджтаун | Клімат міста Джорджтаун | Клімат міста Джорджтаун |
| Показник                | Січ.                    | Лют.                    | Бер.                    | Квіт.                   | Трав.                   | Черв.                   | Лип.                    | Серп.                   | Вер.                    | Жовт.                   | Лист.                   | Груд.                   |                         |
| Абсолютний максимум, °C | 31                      | 37                      | 36                      | 37                      | 39                      | 41                      | 42                      | 43                      | 44                      | 37                      | 34                      | 29                      |                         |
| Середній максимум, °C   | 16                      | 18                      | 22                      | 26                      | 29                      | 33                      | 35                      | 36                      | 32                      | 27                      | 21                      | 16                      |                         |
| Середній мінімум, °C    | 2                       | 4                       | 8                       | 13                      | 17                      | 21                      | 22                      | 22                      | 19                      | 13                      | 8                       | 3                       |                         |
| Абсолютний мінімум, °C  | −14                     | −14                     | −7                      | −1                      | 6                       | 10                      | 15                      | 14                      | 2                       | −2                      | −5                      | −19                     |                         |
| Норма опадів, мм        | 55.4                    | 67.1                    | 79.2                    | 69.3                    | 111.3                   | 118.4                   | 52.6                    | 55.6                    | 95.2                    | 106.4                   | 76.2                    | 63.8                    |                         |
| ----------------------- | ----------------------- | ----------------------- | ----------------------- | ----------------------- | ----------------------- | ----------------------- | ----------------------- | ----------------------- | ----------------------- | ----------------------- | ----------------------- | ----------------------- | ----------------------- |
| Джерело: weather.com    |                         |                         |                         |                         |                         |                         |                         |                         |                         |                         |                         |                         |                         |

## Демографія
Згідно з переписом 2010 року, у місті мешкало 47 400 осіб у 18 830 домогосподарствах у складі 13 418 родин. Густота населення становила 365 осіб/км².  Було 20037 помешкань (154/км²).
Расовий склад населення:
| - 86,2 % — білих - 3,7 % — чорних або афроамериканців - 1,0 % — азіатів - 0,6 % — корінних американців - 0,1 % — вихідців з тихоокеанських островів - 6,2 % — осіб інших рас |

До двох чи більше рас належало 2,2 %. Частка іспаномовних становила 21,8 % від усіх жителів.
За віковим діапазоном населення розподілялося таким чином: 21,1 % — особи молодші 18 років, 53,2 % — особи у віці 18—64 років, 25,7 % — особи у віці 65 років та старші. Медіана віку мешканця становила 44,0 року. На 100 осіб жіночої статі у місті припадало 93,2 чоловіків;  на 100 жінок у віці від 18 років та старших — 90,4 чоловіків також старших 18 років.
Середній дохід на одне домашнє господарство  становив 78 156 доларів США (медіана — 63 041), а середній дохід на одну сім'ю — 93 112 долари (медіана — 79 145). Медіана доходів становила 53 784 долари для чоловіків та 43 515 доларів для жінок. За межею бідності перебувало 8,0 % осіб, у тому числі 10,9 % дітей у віці до 18 років та 4,2 % осіб у віці 65 років та старших.
Цивільне працевлаштоване населення становило 21 204 особи. Основні галузі зайнятості: освіта, охорона здоров'я та соціальна допомога — 26,6 %, науковці, спеціалісти, менеджери — 13,1 %, роздрібна торгівля — 9,5 %, виробництво — 7,8 %.